# 최대 사후 확률
최대 사후 확률(最大事後確率, maximum a posteriori, MAP)은 베이즈 통계학에서 사후 확률(事後確率)의 최빈값을 가리킨다. 최대 사후 확률에 대응하는 모수(母數, Parameter)는 최대우도(最大尤度, maximum likelihood estimation, MLE)와 마찬가지로 모수의 점 추정으로 사용할 수 있지만, 최대우도에서는 어떤 사건이 일어날 확률을 가장 높이는 모수를 찾는 것에 비해, 최대 사후 확률 모수는 모수의 사전 확률(事前確率)과 결합된 확률을 고려한다는 점이 다르다.

## 방식
어떤 모수 {\displaystyle \theta }의 사전 확률 분포가 {\displaystyle p(\theta )}로 주어져 있고, 그 모수에 기반한 조건부 확률분포 {\displaystyle f(x|\theta )}와 그 분포에서 수집된 값 {\displaystyle x}가 주어져 있다. 이때 모수의 사후 확률분포는 베이즈 정리에 의해 다음과 같이 계산할 수 있다.
{\displaystyle p(\theta |x)={\frac {f(x|\theta )p(\theta )}{\displaystyle \int f(x|\theta ')p(\theta ')d\theta '}}}
여기에서 {\displaystyle x}가 주어져 있기 때문에 분모는 {\displaystyle \theta }에 대해 상수가 된다. 여기에서 최대 사후 확률 모수는 다음과 같이 정의된다.
{\displaystyle {\hat {\theta }}_{\mathrm {MAP} }:={\underset {\theta }{\operatorname {arg\,max} }}\ {\frac {f(x|\theta )p(\theta )}{\displaystyle \int f(x|\theta ')p(\theta ')\,d\theta '}}={\underset {\theta }{\operatorname {arg\,max} }}\ f(x|\theta )p(\theta )}
최대우도의 정의 {\displaystyle {\hat {\theta }}_{\mathrm {ML} }:={\underset {\theta }{\operatorname {arg\,max} }}f(x|\theta )}와 비교해보면, 최대 사후 확률은 사전 확률 {\displaystyle p(\theta )}가 추가되었다는 것을 볼 수 있다.